# Smreczyna
Smreczyna (německy Schönau bei Mittelwalde) je polská vesnice v Dolnoslezském vojvodství v okrese Kladsko, nacházející se dva kilometry na jih od města Mezilesí. Obcí prochází silnice číslo I/33 Kladsko–Bobošov.

## Poloha
Smreczyna je obec lánového, podlouhlého typu ležící na horním tomu řeky Kladské Nisy, v jižní části vrchoviny Międzylesie, na hranici Bystřických hor a masivu Králického Sněžníku v nadmořské výšce přibližně 430–450 m nad mořem. Táhne se zhruba 2,5 kilometru, podél silnice I/33.

## Historie
Smreczyna vznikla přibližně v letech 1564–1590 na území Mezileského panství. V 18. a první polovině 19. století byla vesnice významným centrem domácího tkalcovství. V roce 1787 zde stálo 74 domů, včetně panského dvora s hospodářským dvorem a vodním mlýnem. V letech 1827–1833 zde byla vybudována nová silnice k Międzyleskému průsmyku a v roce 1875 byla západně od obce postavena železniční trať. I po roce 1945 si Smreczyna zachovala svůj zemědělský charakter. V roce 1978 zde bylo 54 zemědělských usedlostí.
V letech 1975–1998 obec administrativně patřila do Valbřišského vojvodství.
V roce 2021 činil počet obyvatel obce 180.

## Pamětihodnosti
V obci se nachází tyto památky:
- Barokní pieta z 18. století
- Domovní kaplička z poloviny 19. století
- Soubor několika domkůvenkovské architektury

## Galerie

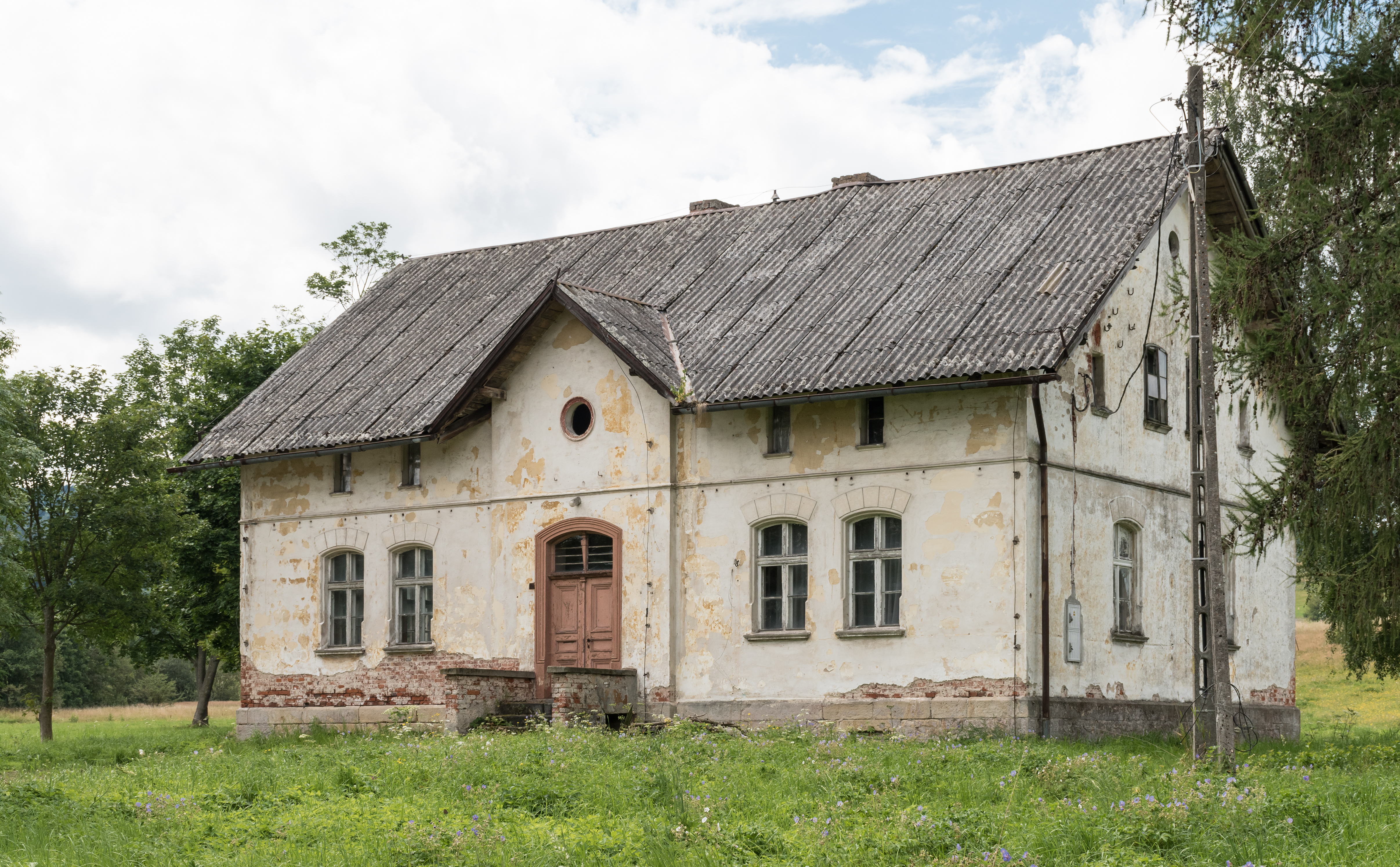
Dům čp. 10 ve Smreczyně (2017)
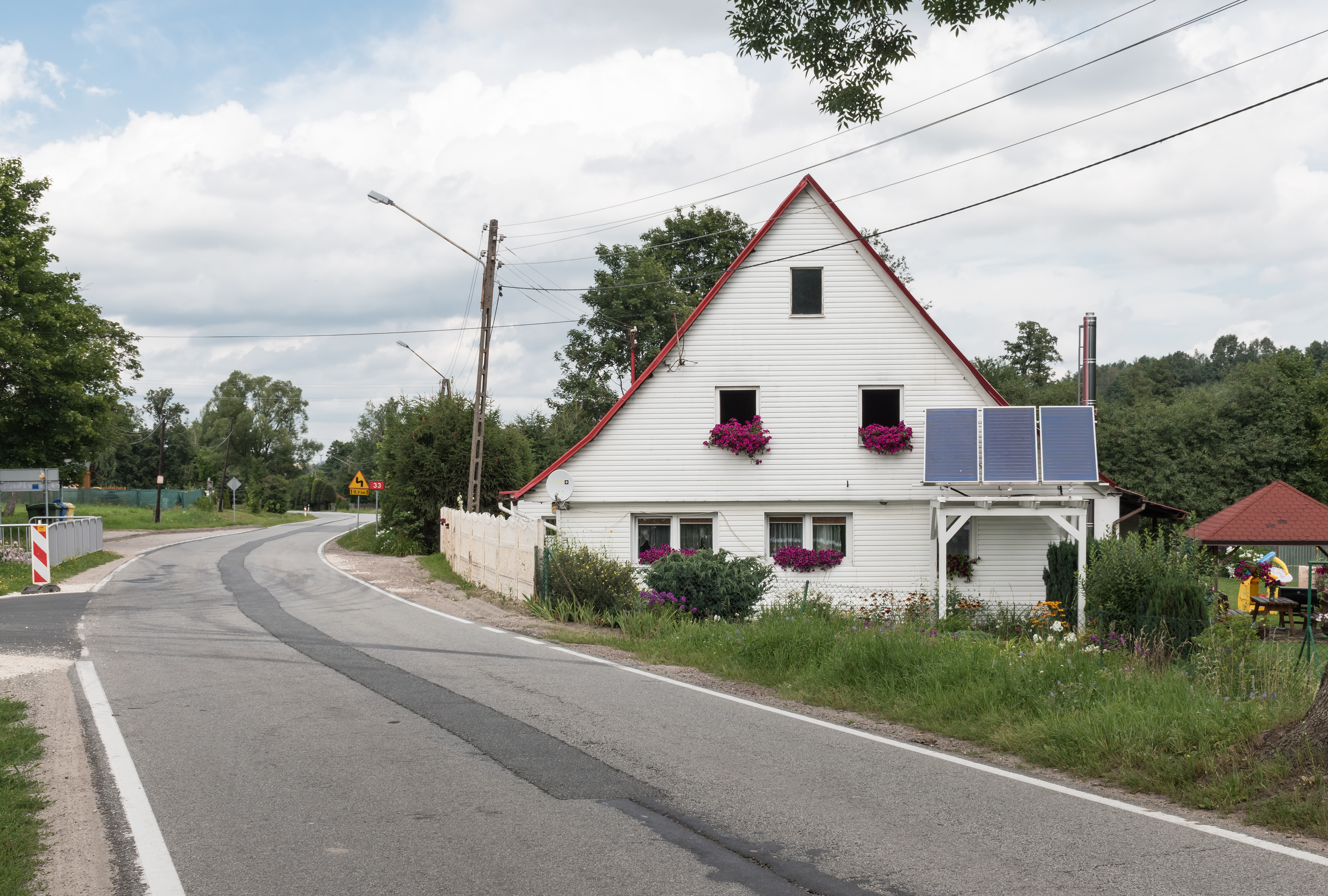
Dům čp. 45 ve Smreczyně (2017)
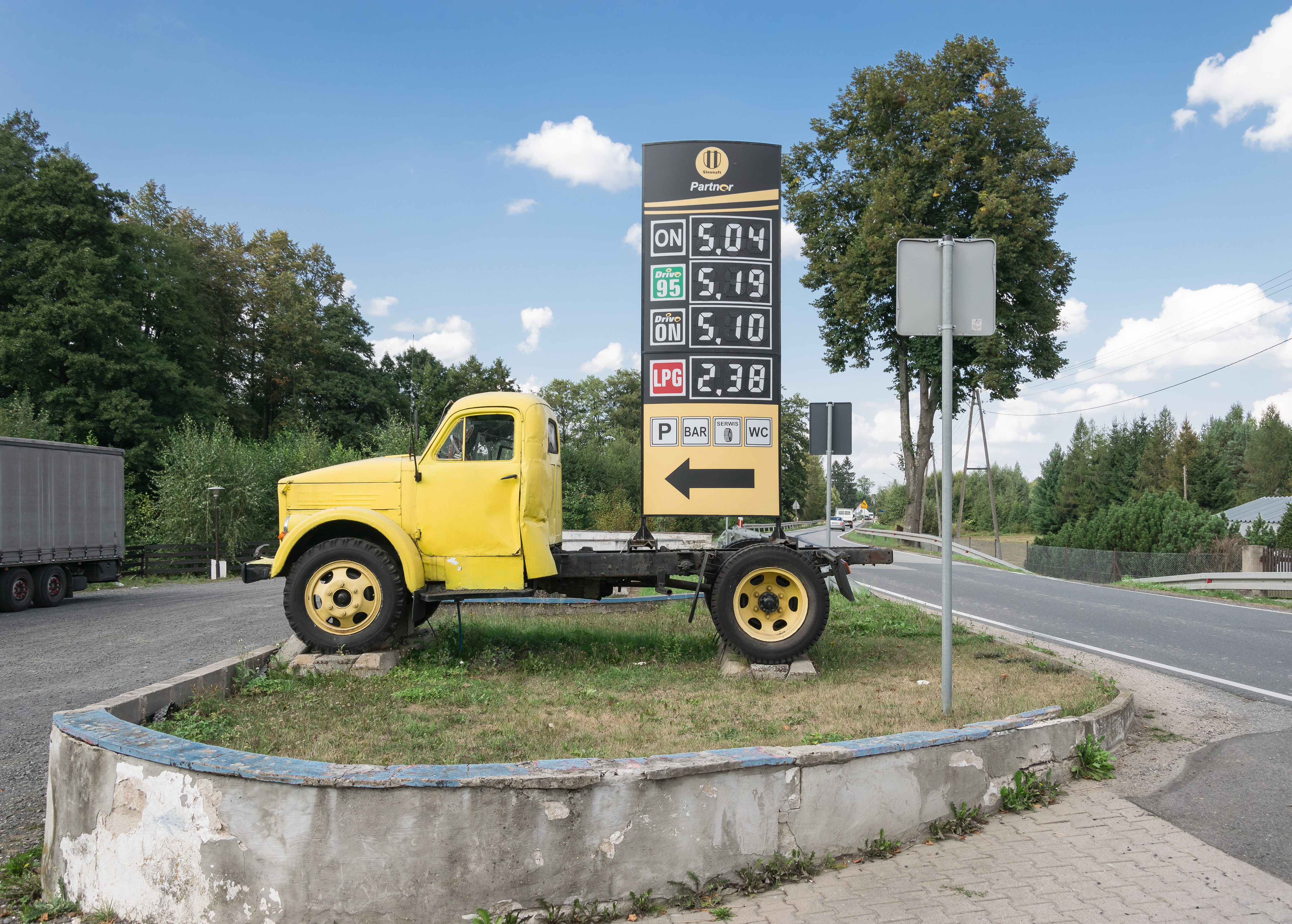
Reklama na čerpací stanici